# Albán Vermes
Albán Vermes (Eger, 19 de junho de 1957 - 3 de fevereiro de 2021) foi um nadador húngaro.  

## Carreira
Era especializado em provas de bruços, onde conseguiu ser vice-campeão olímpico em 1980 nos 200 metros.

## Morte
Morreu em 3 de fevereiro de 2021, aos 63 anos.